# علي النونو
علي النونو، (مواليد 7 يونيو 1980م في صنعاء) لاعب كرة قدم يمني معتزل، بدأ مسيرته الكروية مع نادي أهلي صنعاء في عام 1995م، ولعب معهم حتى عام 1998م، وفي هذا العام انتقل للعب في النادي المصري، وانتهت رحلته الاحترافية هناك بعد سنتين شارك فيها في بعض المباريات كبديل ولم يستطيع تسجيل سوى هدف وحيد على نادي الأهلي المصري وعاد إلى اليمن ليلعب مع ناديه الأصلي أهلي صنعاء.
في عام 2004م انتقل إلى نادي المريخ السوداني وهناك كانت انطلاقته الحقيقية حيث استطاع إثبات نفسه وخطف الأنظار بمردود جيد داخل وخارج المستطيل الأخضر حتى أنه عرض عليه الجواز السوداني ليلعب كلاعب محلي لكنه اتخذ قرار خاطئ في الانتقال إلى نادي البسيتين البحريني، وفي موسم 2006 - 2007 انتقل إلى نادي تشرين السوري، ومنذ عام 2007م وهو يلعب مع أهلي صنعاء حتى عام 2014م وإعلان اعتزاله.

## الدولية
| اهدافة الدولة الوطني | اهدافة الدولة الوطني | اهدافة الدولة الوطني |
| السنة                | الظهور               | الأهداف              |
| -------------------- | -------------------- | -------------------- |
| 2000                 | ؟                    | 4                    |
| 2001                 | ؟                    | 4                    |
| 2004                 | ؟                    | 4                    |
| 2006                 | ؟                    | 2                    |
| 2007                 | ؟                    | 1                    |
| 2009                 | ؟                    | 3                    |
| 2010                 | ؟                    | 11                   |
| الإجمالي             | ؟                    | 29                   |

## الإنجازات

### نادي
الأهلي صنعاء
- الدوري اليمني:3

1998 - 1999، 1999 - 2000، 2000 - 2001
- كأس رئيس الجمهورية:2

2001، 2009
- كأس الوحدة اليمني: 1

2004م

### الإنجازات الفردية
- هداف الدوري اليمني مواسم 2000 - 2001 ، 2007 – 2008
- هداف بطولة اتحاد غرب آسيا 2010 برصيد 4 أهداف.
- التاريخ برصيد 29 هدف.

## روابط خارجية
- علي النونو على موقع الاتحاد الدولي (مؤرشف)  (الإنجليزية)
- علي النونو على موقع قاعدة بيانات كرة القدم.إي يو (الإنجليزية)
- علي النونو على موقع ناشيونال فوتبول تيمز (الإنجليزية)
- علي النونو على موقع Soccerway.com (الإنجليزية)
- علي النونو على موقع كووورة